# Ángel García Hernández
Miguel Ángel García Hernández (Vitòria, 1900 - Osca, 14 de desembre de 1930) va ser un militar basc que va encapçalar l'intent insurreccional republicà conegut com a insurrecció de Jaca, juntament amb Fermín Galán.
Ángel García era capità en servei al comandament de la companyia de metralladores del regiment Galícia núm. 19, amb guarnició a Jaca. Juntament amb els també capitans Fermín Galán, Salvador Sediles Moreno, Luís Salinas i Miguel Gallo i alguns paisans, líders locals del moviment republicà, van revoltar la guarnició, van proclamar la República i van marxar cap a Ayerbe i Osca. Vençudes les columnes revoltades per les tropes governamentals al costat dels turons de Cillas, a pocs quilòmetres d'Osca, els oficials insurrectes van ser sotmesos a un Consell de Guerra sumaríssim i condemnats a mort els capitans Fermín Galán i Ángel García Hernández.
El dia 14 de desembre, tot i ser diumenge, els condemnats van ser afusellats al costat de les tàpies del polvorí de Fornillos, a Osca. A diferència de Galán, García va acceptar els auxilis espirituals. Durant la II República, Galán i García Hernández foren considerats  màrtirs de la República.